# 무효병

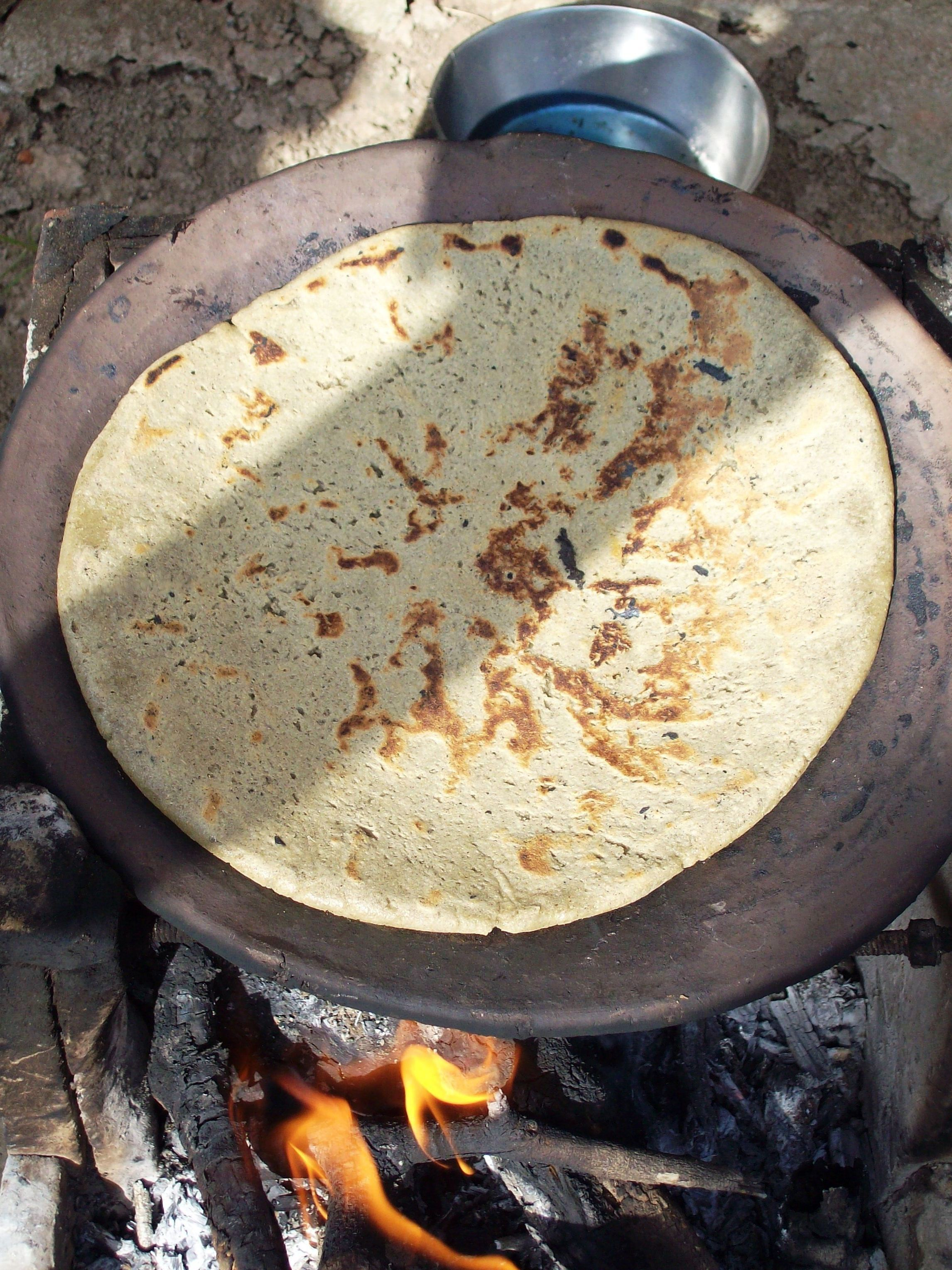

무효병(無酵餠) 또는 무교병(無酵餠)은 효모 등의 팽창제가 들어있지 않은 빵이다. 대부분의 무효병은 납작빵이다. 유대교와 기독교식의 마차, 중남미의 토르티야와 아레파, 남아시아의 로티, 에티오피아의 끼따 등이 있다.

## 같이 보기
- 유월절
- 효모